# Madivala-Majara Kothur, Bangarapet
Madivala-Majara Kothur là một làng thuộc tehsil Bangarapet, huyện Kolar, bang Karnataka, Ấn Độ.